# Euthalia eriphylae
Euthalia eriphylae är en fjärilsart som beskrevs av De Nicéville 1891. Euthalia eriphylae ingår i släktet Euthalia och familjen praktfjärilar. Inga underarter finns listade i Catalogue of Life.

## Bildgalleri

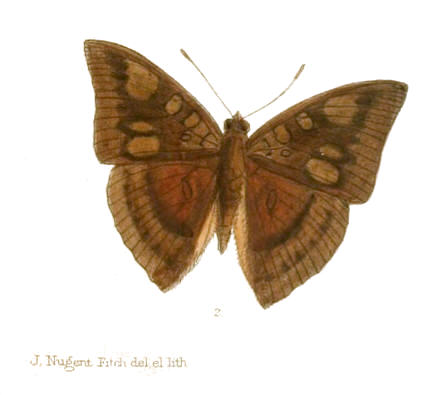
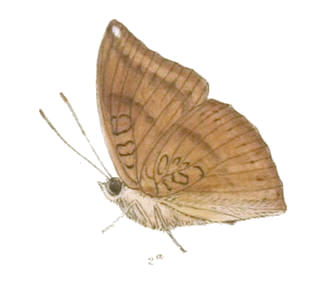